# Agenais (IGP)
Pour les articles homonymes, voir Agenais (homonymie).
L’agenais, appelé vin de pays de l'Agenais jusqu'en 2009, est un vin français d'indication géographique protégée (le nouveau nom des vins de pays), produit sur presque la totalité du Lot-et-Garonne mis à part les communes produisant le thézac-perricard.

## Histoire

### Période contemporaine
Vin de pays par le décret du 18 janvier 1985 paru au Journal officiel le 23 janvier 1985.

## Situation géographique

### Climatologie
Le Lot-et-Garonne se situe dans la zone climatique océanique. Mais, il s'agit d'un climat océanique dégradé avec une amplitude thermique annuelle plus marquée et des précipitations moins abondantes que sur le littoral aquitain. De plus, à la différence du littoral, le printemps (surtout à sa fin) y est plus arrosé que l'hiver. Les vents dominants sont d'ouest sans être exclusifs.
| Données climatiques | Lot-et-Garonne (Agen)  | Moyenne nationale      |
| ------------------- | ---------------------- | ---------------------- |
| Insolation          | 1984 heures par an     | 1973 heures par an     |
| Précipitations      | 716 millimètres par an | 770 millimètres par an |
| Brouillard          | 70,6 jours par an      | 40 jours par an        |
| Orage               | 30 jours par an        | 22 jours par an        |
| Neige               | 4,8 jours par an       | 14 jours par an        |

| Mois                              | jan. | fév. | mars | avril | mai  | juin | jui. | août | sep. | oct. | nov. | déc. | année |
| --------------------------------- | ---- | ---- | ---- | ----- | ---- | ---- | ---- | ---- | ---- | ---- | ---- | ---- | ----- |
| Température minimale moyenne (°C) | 3,1  | 4,5  | 5    | 6,7   | 10,6 | 13,2 | 15,4 | 15,1 | 13   | 10,6 | 6,6  | 4    | 8,2   |
| Température moyenne (°C)          | 5,1  | 6,7  | 8,6  | 11,3  | 14,8 | 18,2 | 20,8 | 20,2 | 18   | 14   | 8,6  | 5,6  | 12,6  |
| Température maximale moyenne (°C) | 8,5  | 10,8 | 13,6 | 16,4  | 20,2 | 23,8 | 26,9 | 26,2 | 24,1 | 19   | 12,5 | 8,8  | 17,6  |

## Vignoble

### Présentation
Le vin de pays de l’Agenais est issu de vendanges récoltées dans le département de Lot-et-Garonne, à l’exclusion des communes qui composent la zone de production du vin de pays de Thézac-Perricard : Bourlens, Courbiac, Masquières, Montayral, Thézac, Tournon-d’Agenais.

### Encépagement
- Cépages noirs : abouriou N, alicante H. Bouschet, bouchalès, cabernet franc, cabernet-sauvignon, cot, fer servadou, gamay, jurançon noir, semebat (N), syrah, merlot et tannat, arinarnoa (N), egiodola (N), ségalin (N).
- Cépages blancs : listan, mauzac, ondenc, sémillon, sauvignon et ugni blanc, muscadelle, arriloba (B), baroque (B), chardonnay (B), chasan (B), colombard (B), gros manseng (B), liliorila (B), perdea (B) et petit manseng (B).

### Méthodes culturales
Les rouges et rosés sont produits dans la limite d’un rendement de 85 hl/ha. Il ne peut dépasser 95 hl/ha. Les blancs doivent avoir un rendement de 90 hl/ha. Il ne peut dépasser 100 hl/a.

### Vinification et élevage
Chaque cépage est vinifié séparément et le nom du cépage doit figurer sur chaque contenant.
Le nom de deux cépages peut compléter cette dénomination si avant l'assemblage des vins issus de ces deux cépages, chaque vin a fait l'objet d'un agrément avec indication de cépage.